# (37018) 2000 TE60
2000 TE60 (asteroide 37018) é um asteroide da cintura principal. Possui uma excentricidade de 0.21818240 e uma inclinação de 15.41886º.
Este asteroide foi descoberto no dia 2 de outubro de 2000 por LONEOS em Anderson Mesa.